# Петухов, Владимир Евгеньевич
Влади́мир Евге́ньевич Петухо́в (25 ноября 1947 — 25 января 2019) — советский и российский дипломат. Чрезвычайный и полномочный посол (2008).

## Биография
Окончил Московский государственный институт международных отношений (МГИМО) МИД СССР (1975) и факультет повышения квалификации при Дипломатической академии МИД СССР (1989). Владел английским и португальским языками. На дипломатической работе с 1975 года.
- В 1976—1980 годах — старший референт-стажёр, атташе, третий секретарь Посольства СССР в Анголе.
- В 1984—1987 годах — первый секретарь, советник Посольства СССР в Анголе.
- В 1987—1991 годах — советник, советник-посланник Посольства СССР в Мозамбике.
- В 1991—1993 годах — советник-посланник Посольства СССР, затем Российской Федерации в Анголе.
- В 1995—1997 годах — начальник отдела Департамента Африки МИД России.
- С 4 апреля 1997 по 9 ноября 2000 года — чрезвычайный и полномочный посол Российской Федерации в Республике Кабо-Верде[1][2].
- В 2000—2003 годах — главный советник Департамента Африки МИД России.
- С 9 июня 2003 по 1 декабря 2008 года — чрезвычайный и полномочный посол Российской Федерации в Гвинее-Бисау[3][4].

## Дипломатический ранг
- Чрезвычайный и полномочный посланник 2 класса (17 августа 1991)[5].
- Чрезвычайный и полномочный посланник 1 класса (8 августа 2000)[6].
- Чрезвычайный и полномочный посол (21 октября 2008)[7].